# Дубове (Лубенський район)
Дубове́ —  село в Україні, у Хорольській міській громаді Лубенського району Полтавської області. Населення становить 131 осіб. До 2020 орган місцевого самоврядування — Андріївська сільська рада.

## Географія
Село Дубове знаходиться на відстані 1 км від села Андріївка та за 1,5 км від сіл Третякове, Григорівка та Софине.

## Історія
12 червня 2020 року, відповідно до розпорядження Кабінету Міністрів України № 721-р «Про визначення адміністративних центрів та затвердження територій територіальних громад Полтавської області», село увійшло до складу Хорольської міської громади..
19 липня 2020 року, в результаті адміністративно - територіальної реформи та ліквідації Хорольського району, село увійшло до складу новоутвореного Лубенського району.